# Dioithona oculata
Dioithona oculata är en kräftdjursart som först beskrevs av Farran 1913.  Dioithona oculata ingår i släktet Dioithona och familjen Oithonidae. Inga underarter finns listade i Catalogue of Life.